# Krzysztof Maksel
Krzysztof Maksel (* 4. Juli 1991 in Paczków) ist ein polnischer Bahnradsportler.

## Sportliche Laufbahn
2009 belegte Krzysztof Maksel in Moskau gemeinsam mit Paweł Laskowski und Kacper Leśniak bei den UCI-Junioren-Weltmeisterschaften 2009 den dritten Rang im Teamsprint. Im selben Jahr wurde er zweifacher Vize-Europameister der Junioren, im 1000-Meter-Zeitfahren sowie im Teamsprint, ebenfalls mit Laskowski und Lesniak. 2012 stand er bei UEC-Bahn-Europameisterschaften (U23) viermal auf dem Podium: jeweils ein zweiter Platz im Keirin sowie im Teamsprint (mit Rafał Sarnecki und Grzegorz Drejgier) und jeweils ein dritter Platz im Sprint  und im Zeitfahren.
2013 wurde Krzysztof Maksel, der zuvor schon mehrfach nationale Junioren-Titel gewonnen hatte, polnischer Meister im Sprint der Elite.
2016 wurde Maksel für die Teilnahme an den Olympischen Spielen in Rio de Janeiro nominiert. Im Teamsprint belegte er gemeinsam mit Rafał Sarnecki und Damian Zieliński Rang sieben, im Keirin wurde er Neunter. Im Jahr darauf errang er beim dritten Lauf des Bahnrad-Weltcups in Cali die Goldmedaille im 1000-Meter-Zeitfahren.

## Erfolge
2009
- Junioren-Europameisterschaft – 1000-Meter-Zeitfahren, Teamsprint (mit Pawel Laskowski und Kacper Lesniak)

2012
- Europameisterschaft – Teamsprint (mit Damian Zieliński und Kamil Kuczyński)
- U23-Europameisterschaft – Keirin
- U23-Europameisterschaft – 1000-Meter-Zeitfahren

2013
- U23-Europameisterschaft – 1000-Meter-Zeitfahren
- Polnischer Meister – Sprint

2015
- Europameisterschaft – Teamsprint (mit Grzegorz Drejgier und Rafał Sarnecki)
- Polnischer Meister – 1000-Meter-Zeitfahren, Teamsprint (mit Grzegorz Drejgier und Rafał Sarnecki)

2016
- Polnischer Meister – Teamsprint (mit Mateusz Rudyk und Rafał Sarnecki)

2017
- Bahnrad-Weltcup in Cali – 1000-Meter-Zeitfahren
- Polnischer Meister – 1000-Meter-Zeitfahren

2018
- Polnischer Meister – Keirin, Teamsprint (mit Mateusz Lipa, Mateusz Rudyk und Rafał Sarnecki)

2019
- Polnischer Meister – 1000-Meter-Zeitfahren, Teamsprint (mit Mateusz Rudyk und Rafał Sarnecki)

2021
- Polnischer Meister – Teamsprint (mit Mateusz Rudyk und Rafał Sarnecki)